# Kapuzinerkloster Baden-Baden
Das Kapuzinerkloster Baden-Baden ist ein abgegangenes Kloster des Kapuzinerordens in der Stadt Baden-Baden. Die Grundsteinlegung erfolgte 1631. Das 1689 eingeäscherte und 1694 bis 1698 wieder errichtete Kloster wurde 1807 aufgehoben und zu einem Gast- und Badehaus, dem Vorgänger des Hotels Badischer Hof umgebaut.

## Geschichte

### Gründung
Nach dem Sieg Tillys bei Wimpfen am 6. Mai 1622 konnte Markgraf Wilhelm sein Erbe antreten. Eines seiner Hauptziele war die Rekatholisierung seiner Herrschaft. In diesem Sinne förderte er den Kapuzinerorden. 1624 übertrug das bischöfliche Ordinariat Speyer den Kapuzinern die Kanzel der Stiftskirche. Am 16. Mai 1625 stimmte das Generalkapitel der Kapuziner in Rom dem Bau eines Kapuzinerklosters in Baden-Baden zu. Die Wahl des Bauplatzes für das Kloster an der Nordgrenze der Schweizer Kapuzinerprovinz war kompliziert. Der Bauplatz lag außerhalb der Stadtmauern am Südufer der Oos und damit auf dem Gebiet und in der Zuständigkeit der Diözese Straßburg. De Facto wurde das Kloster an die Diözese Speyer angebunden, deren Südgrenze die Oos bildete. Am 28. Mai 1631 wurde das steinerne Kreuz der Kapuziner auf dem Baugelände errichtet und der Grundstein von Markgraf Wilhelm gelegt. Die begonnenen Bauarbeiten wurden durch die schwedische Besetzung Baden-Badens vom Januar 1632 bis September 1634 unterbrochen.

### Erstes Kloster
Am 2. August 1641 wurde der erste Klosterbau durch den speyerischen Weihbischof Gangolf Stailinger zu Ehren der heiligen Birgitta von Schweden, einer Vorfahrin des Markgrafen, geweiht. Eine örtliche Besonderheit des Klosters war die Nutzung von Thermalwasser in zwei Badkästen. Bei Besetzungen der Stadt durch Bernhard von Weimar 1643 und durch schwedische und französische Truppen 1645 blieb das Kloster unbehelligt. 1668 spaltete sich die vorderösterreichische Kapuzinerprovinz von der Schweizer Kapuzinerprovinz ab. Bei der französischen Eroberung Baden-Badens 1689 wurde das Kapuzinerkloster entgegen einer Anweisung des Marschalls Duc de Duras am 9. November niedergebrannt.

### Zweites Kloster
Mit Edikt des Markgrafen Ludwig Wilhelm wurde das Kloster auf Kosten des Markgrafen von 1694 bis 1698 wieder aufgebaut. Neben dem Kloster Lichtenthal diente die Kapuzinerkirche als Herzbegräbnisstätte der Baden-Badener Markgrafen. 1712 stiftete Markgräfin Franziska Sibylla Augusta von Sachsen-Lauenburg eine Kapelle neben dem Kloster. Noch 1746 wurde eine Kapelle zu Ehren des am 29. Juni 1746 heiliggesprochenen Ordensmitglieds Fidelis von Sigmaringen angebaut. Im Erbvertrag vom 28. Januar 1765 zwischen den Häusern Baden-Baden und Baden-Durlach wurde das Kloster garantiert und die Besetzung auf 14 Patres und vier Laienbrüder festgelegt. 1803 wurde das Kloster auf den Aussterbeetat gesetzt. 1805 vereinigte Markgraf Karl Friedrich die Klöster Baden-Baden, Bruchsal, Waghäusel, Michaelsberg, Offenburg, Oberkirch, Wertheim und Mannheim zur Badischen Kustodie.

### Säkularisation
1807 erfolgte die Auflösung des Klosters. Sieben verbliebene Patres und drei Laienbrüder verließen das Kloster unter Mitnahme eines vermeintlichen Dürer-Gemäldes. Das Inventar wurde an benachbarte Pfarrkirchen verteilt oder versteigert. Der Hochaltar und die Kanzel der Laienkirche wurden in der Pfarrkirche von Ebersteinburg aufgestellt. Die Seitenaltäre gelangten nach Daxlanden  und die Statuen der Heiligen Joseph und Fidelis wurden auf dem Vorplatz der Kirche in Steinbach aufgestellt. Ein römischer Grabstein mit der Darstellung eines Fuhrwerks, der in der Mauer des Klostergartens eingefügt war und Anlass zu einer Sage war, gelangte in die Antiquitätenhalle der Stadt. Eine Zeder im Hof wurde von den Kapuzinern widerrechtlich gefällt und das Holz an einen Schreiner verkauft. Das Klostergebäude wurde an Johann Friedrich Cotta verkauft und in dessen Auftrag von Friedrich Weinbrenner ab 1807 zum Hotel Badischer Hof umgebaut. Heute erinnert die anliegende Kapuzinerstraße an das abgegangene Kloster.

### Auflösung der Bibliothek
Die Bibliothek des Kapuzinerklosters wurde nach der Aufhebung des Klosters 1807 durch den Badischen Staat eingezogen und gelangte zunächst in die Bibliothek des Lyceums Baden-Baden. Ein Teil des Buchbestandes, der auch 16 Inkunabeln und einige Postinkunabeln umfasst, hat sich nach der Weiterverbringung 1808 in der Bibliothek der Stadt Rastatt im Ludwig-Wilhelm-Gymnasium erhalten.